# Dolomedes fernandensis
Dolomedes fernandensis är en spindelart som beskrevs av Simon 1910. Dolomedes fernandensis ingår i släktet Dolomedes och familjen vårdnätsspindlar.
Artens utbredningsområde är Bioko. Inga underarter finns listade i Catalogue of Life.